# Gustáv Papp
MUDr. Gustáv Papp (28. září 1919, Čierny Balog – 7. října 1997, Bratislava) byl slovenský operní pěvec-tenorista.

## Životopis
- 1944 absolvoval studium medicíny na Lékařské fakultě Univerzity v Bratislavě (MUDr.)
- 1940–1947 studoval zpěv na bratislavské konzervatoři (D. Žuravlevová)
- 1948–1955 stálý host opery Slovenského národního divadla v Bratislavě
- 1955–1987 sólista opery Slovenského národního divadla v Bratislavě
- 1960–1966 působil současně v opeře v Lipsku.

Pracoval jako lékař-chirurg. Od počátků své lékařské praxe se věnoval souběžně koncertní činnosti. Do poloviny 50. let 20. století zpíval převážně lyrické tenorové úlohy, ale i dramatičtější partie, pohostinsky účinkoval i v souboru zpěvohry Nové scény jako představitel ústředních tenorových partů v klasických operetách. Po nástupu do SND se jeho hlas rozvinul do poloh dramatického a hrdinského tenoru. Jeho umělecké dispozice a interpretační mistrovství se bohatě uplatnily v nastupující původní operní tvorbě, ve které vytvářel často hlavní, hlasově i výrazově exponované partie, a jako premiérový představitel jim často vtiskl pečeť interpretačního modelu a vzoru. Věnoval se i koncertní činnosti (písně, písňové cykly, oratoria) a po čase i pedagogické činnosti. Koncem 50. a v 1. polovině 60. let vícekrát hostoval v zahraničí (SSSR, Belgie, Jugoslávie, Maďarsko, Německo).

## Ocenění
- 1966 Státní cena Klementa Gottwalda
- 1968 byl jmenován zasloužilým umělcem

## Dílo
- Ondrej (Krútňava – 1950)
- Juro Jánošík (Juro Jánošík – 1954, 1961 a 1972)
- Beg Bajazid (Beg Bajazid – 1957)
- Básnik (Tanec nad plačom – 1979)
- Prvý inžinier (Zo života hmyzu – 1987)
- Don José (Carmen – 1954, 1973)
- Othello (Othello – 1958)
- Šujský (Boris Godunov – 1977)